# Kościół św. Wawrzyńca w Sławsku
Kościół świętego Wawrzyńca w Sławsku – rzymskokatolicki kościół parafialny należący do parafii pod tym samym wezwaniem (dekanat koniński I diecezji włocławskiej).
Kościół według tradycji został wzniesiony w 1614 roku na miejscu wcześniejszego. Ufundowany został przez miejscową właścicielkę, Sabinę Annę Racięcka (zmarłą w 1657 roku). Budowla jest jednonawowa, orientowana, murowana, zbudowana z cegieł, na cokole z kamienia, pokryta blachą. Prezbiterium jest zamknięte półkolistą absydą. W 1765 roku świątynia została odrestaurowana i wówczas również dobudowano okrągłą wieżę, która jest zwieńczona kopulastym dachem hełmowym z latarnią. W wieży jest umieszczony skromny portal. Następne przebudowy (w latach 1864–1869, 1900, 1929) zatarły pierwotną formę architektoniczną bryły świątyni.
Nawa kościoła nakryta jest stropem drewnianym; prezbiterium – sklepieniem krzyżowo-żebrowym. Chór muzyczny reprezentuje styl empirowy. Ambona – styl rokokowy. Posadzka została wykonana z marmuru. W świątyni znajdują się trzy ołtarze drewniane powstałe XVII wieku. W górnym jest umieszczona szesnastowieczna rzeźba Matki Bożej z Dzieciątkiem Jezus. W jednym z ołtarzy bocznych znajduje się obraz patrona parafii, św. Wawrzyńca, namalowany w 1746 roku. Oprócz tego w kościele są umieszczone dwa krucyfiksy – jeden na zewnątrz świątyni z XV wieku, drugi z XVIII wieku, a także rzeźba św. Franciszka, wykonana na przełomie XVII i XVIII w., rzeźba św. Wawrzyńca, dzieło twórcy ludowego z XIX wieku.